# Сабанський провулок
Сабанський провулок — одна із провулків Одеси в історичному центрі. Провулок являє собою один квартал між вулицею Маразлієвською (початок провулку) і Канатною.
Свою назву провулок дістав від імені Героніма Собанського, польського аристократа і громадсько-політичний діяча, який звів у 1827 році хлібні склади на перетині провулку із вулицею Канатною. За фінансову підтримку антиросійського повстання у 1830—1831 роках склади були конфісковані, а 1831—1834 роках переобладнані у казарми. Власне назву Сабанський (невірне написання прізвища) провулок дістав у 1840 році, вже після утворення казарм.

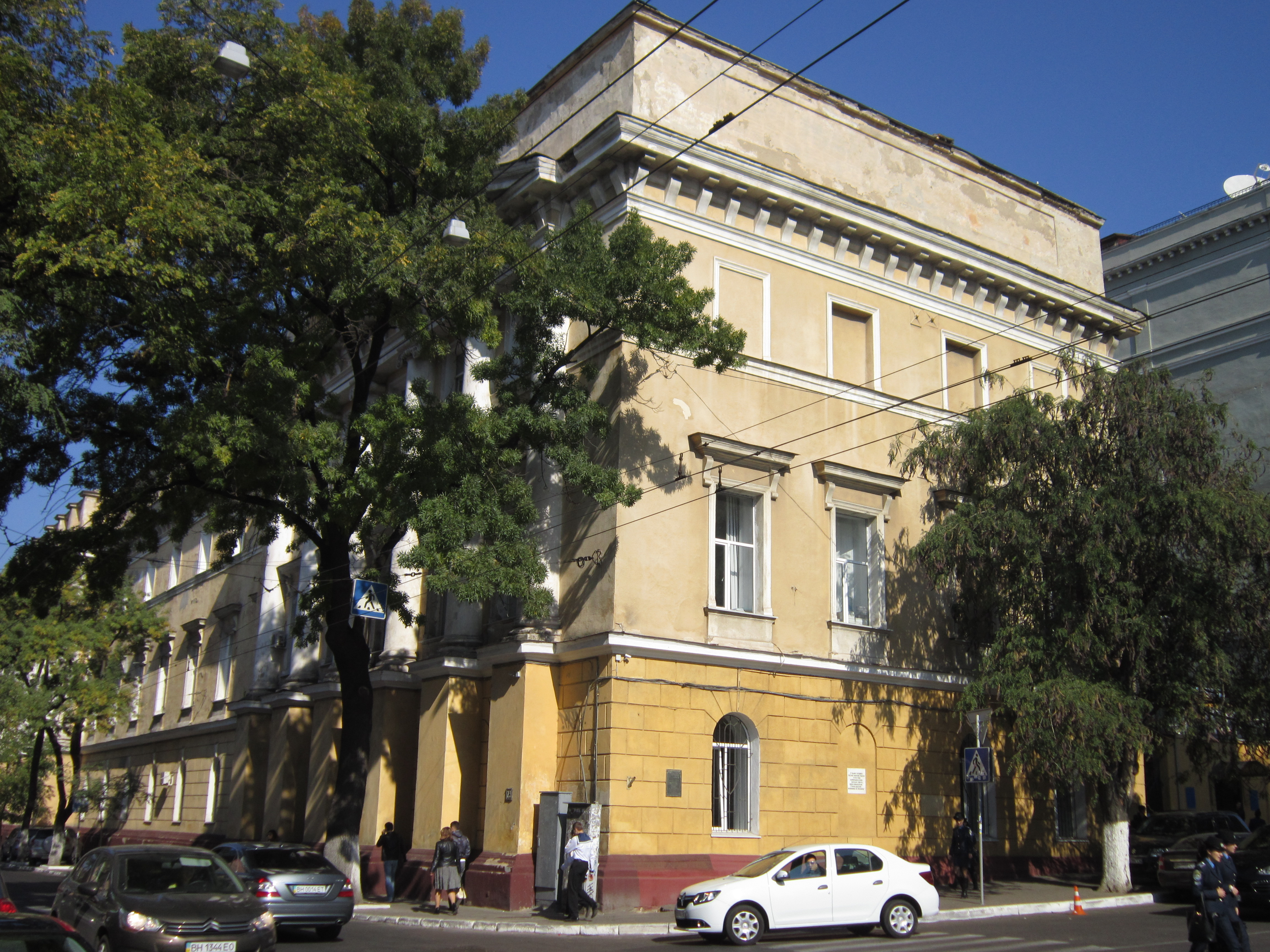
Сабанські казарми на розі із вул. Канатною

У 1874 році провулком було проведено першу лінію кінного трамваю, яка проходила від провулку через головну алею Олександрівського парку, де власне і закінчувалась. В документах стосовно лінії трамваю провулок вказано під назвою Озмідівський, від імені архітектора Михайлу Озмідова, який володів будинком на вул. Маразліївській, 10а (на розі із Сабанськом провулком). Сам будинок Озмідова, який був однією із прикрас міста, зруйнований за радянських часів. 
У подальші року провулок знову вказується із старою назвою. У 1938 році його називають Парковий, завдяки парку Шевченка, центральний вхід до якого знаходиться на початку провулку. У період з 1941 по 1945 роки провулку було повернено історичну назву — Сабанський. Із повернення радянської влади провулку надали і нову назву. Так, з 1946 року від дістав назву провулок Суворова. Історичну назву провулку було повернено тільки у 1995 році.